# El Pollo Loco (Estados Unidos)
El Pollo Loco, Inc., é uma rede de restaurantes com sede nos Estados Unidos, especializada em frango grelhado ao estilo mexicano. O serviço de restaurante consiste em: jantar no local, take-away, e alguns locais oferecem ainda opções de drive through. A empresa está sediada em Costa Mesa, Califórnia, e  em janeiro de 2019 operava cerca de 500 restaurantes tanto próprios como franqueados no sudoeste dos Estados Unidos.

## Tarifa

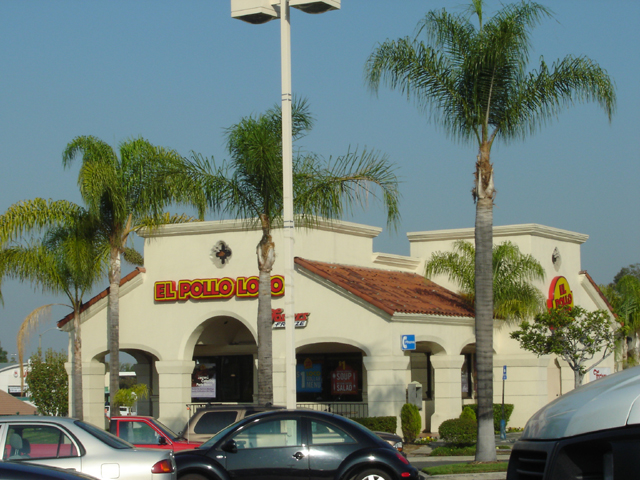
Restaurante típico El Pollo Loco

El Pollo Loco prepara maioritariamente pratos mexicanos de frango. A empresa descreve o seu frango como "marinado em cítricos e grelhado na brasa". A empresa americana também oferece outra comida mexicana, como tacos, burritos, enchiladas e quesadillas.
Numa tentativa de competir com empresas como a KFC e Chick-fil-A, El Pollo Loco experimentou oferecer frango frito na forma de frango empanado em locais selecionados nos Estados Unidos por um período limitado durante o outono de 2016. Esta experiência é um grande afastamento das suas campanhas de marketing anteriores, que promoviam o frango grelhado como uma alternativa saudável ao frango frito.

## História
Juan Francisco Ochoa fundou o restaurante em Guasave, Sinaloa, México, em 1975.
Em 1979, a rede havia se expandido por todo o norte do México. Em 8 de dezembro de 1980, Ochoa abriu o seu primeiro restaurante nos Estados Unidos em Los Angeles, Califórnia, na 503 Alvarado Street, perto da Sixth Street. O primeiro local americano tinha apenas 1,500 sq ft (140 m2) e arrecadou mais de US $ 125.000 por mês durante o seu primeiro ano de funcionamento. O menu inicial era muito simples: meio frango ou um frango inteiro com um pacote de tortilhas quentes e uma xícara de molho.  Um segundo local foi inaugurado em Santa Ana no outono de 1981.
Em 1983, os 19 restaurantes americanos da rede foram adquiridos pela Denny's com um acordo de que a família Ochoa continuaria a operar os restaurantes no México sob o nome El Pollo Loco, SA de CV,  onde continua a operar. Após 18 meses da nov agerência, a El Loco Pollo, Inc., de propriedade americana, aumentou o número de locais no sul da Califórnia de 19 para 29, acrescentando 6 locais na distante Houston, Texas, com quase todos os novos locais sendo operações de franquia.
Quatro anos depois, os 70 estabelecimentos da El Pollo Loco foram adquiridos pela TW Services quando esta comprou a Denny's Inc., então holding da El Pollo Loco, em 1987 por $ 218 milhões em dinheiro.
Em maio de 1990, a El Pollo Loco abriu o seu 200º restaurante. Esse novo restaurante estava localizado em Yorba Linda, Califórnia. Durante o início da década de 1990, a empresa experimentou muitos conceitos diferentes para aumentar a participação no mercado na competitiva indústria de fast food do sul da Califórnia. Em 1994, a empresa testou no mercado de alguns locais selecionados: um bar de acompanhamentos, um bar de salsa e churrasco em alguns locais, enquanto outros locais tentavam vender batatas fritas ou sorvete. Apenas os bares de salsa sobreviveram ao teste e foram introduzidas em toda a rede no ano seguinte. A empresa também testou entrega em domicílio e catering em 1995.
Em agosto de 1995, El Pollo Loco ganhou um lugar no Livro de Recordes Mundiais do Guinness por ter feito o maior burrito do mundo em Anaheim, Califórnia. O burrito tinha 3,112 ft (949 m) de comprimento e pesava duas toneladas.
Em dezembro de 1995, John A. Romandetti substituiu Raymond J. Perry como presidente e CEO. Dezesseis meses depois, Romandetti foi substituído por Nelson J. Marchioli como presidente e CEO em abril de 1997, quando Romandetti foi transferido para a empresa irmã Denny's como o seu novo CEO.
A American Securities Capital Partners adquiriu os 274 estabelecimentos El Pollo Loco em 1999 por US $ 114 milhões da Advantica (anteriormente chamada de TW Services) e mais tarde vendeu-os para a Trimaran Capital Partners em 2005 por US $ 400 milhões com 328 localizações.
Em abril de 2001, Stephen Carley substituiu Nelson J. Marchioli como presidente e CEO. Marchioli deixou a EPL, Inc. para dirigir a sua antiga controladora Advantica.
Em janeiro de 2007, El Pollo Loco foi apresentado no programa de sucesso da NBC TV The Apprentice: Los Angeles, onde os concorrentes competiam criando e vendendo versões do Pollo Bowl do El Pollo Loco. El Pollo Loco foi reconhecida pela World Franchising Network como a melhor franquia para hispânicos em 2010.
Novos locais foram abertos pela primeira vez por franqueados nos estados de Utah e Oregon em 2008. O 400º local foi inaugurado em Chelsea, Massachusetts, em maio de 2008.
Em agosto de 2010, o presidente e CEO Steve Carley inesperadamente renunciou ao cargo de forma a assumir a liderança da Red Robin Gourmet Burgers.
Em janeiro de 2011, Steve Sather foi oficialmente nomeado presidente e CEO após atuar desde agosto anterior como CEO interino.
Em julho de 2014, El Loco Pollo (NASDAQ: LOCO) tornou-se numa empresa de capital aberto na NASDAQ.
Em outubro de 2016, a empresa anunciou que se tinha associado a um franqueado com sede em Louisiana que planejava construir e abrir duas unidades em Lafayette, Louisiana, em algum momento de 2018. No ano seguinte, o franqueado com sede em Louisiana anunciou que a construção do primeiro Lafayette iria começar no mês seguinte, com uma inauguração prevista para o final da primavera de 2018.
Em março de 2018, Bernard Acoca substituiu Steve Sather como presidente e diretor executivo. Acoca atuou anteriormente como presidente da Teavana.

## Expansão temporária para o leste
Ao longo de sua história, El Pollo Loco, Inc., tentou várias vezes se expandir além de seus territórios centrais da Califórnia e do sudoeste americano, mas todas essas tentativas até agora não tiveram muito sucesso.
Em 1987, a então proprietária TW Services começou a abrir restaurantes na área de Orlando, Flórida, começando em Winter Park. Cinco restaurantes foram construídos, mas todos os cinco foram forçados a fechar em 1991.
Uma segunda tentativa de expansão, principalmente por meio de franquias, foi iniciada em 2006 sob o então proprietário Trimaran Capital Partners. Todos esses locais foram fechados em seis anos.
Durante este tempo, El Pollo Loco ou os seus franqueados operaram brevemente vários restaurantes na área metropolitana de Atlanta, e Boston,bra New Jersey, e na área de Hampton Roads, na Virgínia; estes encerrados em 2011. Os restaurantes franqueados da rede na área metropolitana de Portland, Oregon também fecharam em 2011. Um El Pollo Loco no Foxwoods Resort Casino em Connecticut fechou na primavera de 2012. A última das quatro fechou no final de 2012.

## Locais nos Estados Unidos
Nos EUA, à data de 2018, a El Pollo Loco operava mais de 400 restaurantes próprios e franqueados no Arizona, Califórnia, Nevada, Texas, Utah e Louisiana. Em 2012, os restaurantes El Pollo Loco passaram por uma grande reforma.

## Locais fora da América do Norte
Sob Denny's e seus sucessores, El Pollo Loco, Inc., vendeu licenças de franquia para operadoras baseadas no Leste Asiático.
Em 1987, a TW Services fez um acordo com a grande trading japonesa Mitsui & Co. para abrir 484 restaurantes em todo o Japão, ao mesmo tempo que a Taco Time e a Taco Bell estavam abrindo suas primeiras lojas no país. O primeiro deles foi inaugurado em Tóquio em 1988. Todos os locais japoneses fecharam em 1994.
Em 1997, a EPL, Inc. tinha franquias localizadas na Malásia, Cingapura e Filipinas. As licenças de franquia para a Malásia e Cingapura expiraram desde então. Em julho de 2016, a família Delgado, proprietária da franquia El Pollo Loco nas Filipinas, entrou com uma ação contra a EPL, Inc. no Tribunal Regional de Primeira Instância para que pudesse manter a marca registrada El Pollo Loco naquele país após o término do contrato de franquia .

## Parceiros de caridade
A marca criou o Fire-Grilled Fundraisers, uma iniciativa para organizações sem fins lucrativos para arrecadar fundos para sua causa durante um jantar no restaurante. Eles também criaram a El Pollo Loco Charities, uma instituição de caridade sem fins lucrativos 501 (c) para fornecer refeições a famílias carentes, em 2005.
Em 2019, a marca lançou o Pollo com Propósito, programa de doação de alimentos para toda a empresa, em parceria com o Food Donation Connection. A meta declarada do programa era doar 500.000 libras (226796.185 kg) de alimentos anualmente.

## Oportunidades iguais de emprego
Pelo menos uma franquia El Pollo Loco recrutou ativamente membros da comunidade transgênero local para se tornarem parte de sua equipa de trabalho.